# Anumakonda
Amimakonda és una antiga ciutat de l'Índia, que fou l'antiga capital del regne de Warangal, establert al Dècan, al sud del riu Godavari, regit per la dinastia Kakatiya o Ganapati. Estava situada a 141 km a l'est/nord-est d'Hyderabad (Índia). El regne fou inicialment un domini pastoral però progressivament va adquirir poder i territoris i es va organitzar el govern a Amanikonda; el setè senyor, Kakatiya Pralaya o Prola es creu que fou el primer a assolir el títol reial al segle xi i va donar nom a la dinastia que fou enderrocada pels musulmans el 1323. Marco Polo esmenta a la reina Rudrama, mare de Pratapa Rudra II, que governava a Amanikonda (Pratapa Rudra II va governar 40 anys).